# Posse de Donald Trump em 2017
A posse (português brasileiro) ou investidura (português europeu) de Donald Trump como o 45.º presidente dos Estados Unidos marcou o começo do período de quatro anos de Donald Trump como presidente e de Mike Pence como vice-presidente. Uma cerimônia pública foi realizada na sexta-feira, 20 de janeiro de 2017, na Frente Oeste do Capitólio dos Estados Unidos em Washington, D.C.
O tema escolhido foi "Uniquely American" ("Exclusivamente Americano", em português), uma frase que destaca a cerimônia de posse como uma expressão exclusivamente americana do sistema constitucional. O tema também destaca a transição pacífica de poder entre Barack Obama, ex-presidente, e Trump. As cerimônias de posse foram realizadas em Washington D.C entre 17 e 21 de janeiro de 2017, tendo como atrações concertos, almoços, desfile, bailes e a oração inaugural de cargo. O juramento presidencial foi feito por Trump durante sua cerimônia de posse em 20 de janeiro de 2017, pelo chefe de Justiça dos Estados Unidos John Roberts e o juramento do vice-presidente foi feito por Pence na mesma ocasião, pelo juíz associado da Suprema Corte dos Estados Unidos Clarence Thomas.

## Antecedentes
A posse marcou o encerramento oficial do período de transição presidencial de Donald Trump, que teve início com sua vitória na eleição presidencial de 8 de novembro de 2016, após a qual tornou-se o Presidente-eleito. Trump e seu companheiro de chapa, Mike Pence, foram eleitos formalmente pelo Colégio Eleitoral em 19 de dezembro de 2016. Em 6 de janeiro de 2017, a vitória foi certificada pelo Congresso dos Estados Unidos.
Ao tomar posse, Trump tornou-se o primeiro Presidente dos Estados Unidos sem nenhuma experiência política anterior. É também o segundo indivíduo mais velho a assumir a presidência e o mais rico. Sua esposa, Melania, é a segunda Primeira-dama nascida no exterior, após Louisa Adams, esposa de John Quincy Adams.